# Roggliswil
Roggliswil est une commune suisse du canton de Lucerne, située dans l'arrondissement électoral de Willisau.

Vue aérienne (1953)

## Personnages liés à la commune
- Kurt Steinmann, ancien coureur cycliste professionnel, né en 1962 dans la commune.
- Mathias Frank, coureur cycliste, y est né en 1986.